# Trolejbusy w Perpignan
Trolejbusy w Perpignan − zlikwidowany system komunikacji trolejbusowej we francuskim mieście Perpignan, działający w latach 1952−1962.

## Historia
Trolejbusy w Perpignan uruchomiono 21 września 1952. Początkowo w eksploatacji znajdowało się 5 trolejbusów Vétra-Renault VBRh. W 1954 dostarczono kolejnych 9 trolejbusów. Trolejbusy w Perpignan zlikwidowano 1 czerwca 1968.